# Зірковий ескорт
«Зірковий ескорт» (англ. Get Him to the Greek) — американська кінокомедія 2010 року, режисером якого виступив Ніколас Столлер. У головних ролях знялися Джона Гілл і Рассел Бренд. Сюжет фільму, що був написаний Ніколасом Столлером і Джейсоном Сігелом віддалено продовжує історію іншого проєкту Ніколаса Столлера «У прольоті» 2008 року, адже в ньому так само фігурує герой Албус Сноу у виконанні Рассела Бренда.
Прем'єра кінофільму в США відбулася 4 червня 2010 року, в Україні — 17 липня.

## Сюжет
Головний герой кінофільму — рок-зірка Алдус Сноу. Кінофільм розпочинається зі зйомок його нового відеокліпу на пісню «Дитя Африки». Проте і пісня, і відеокліп не здобули успіху: їх стали називати найбільшим лихом Африки після геноциду. Алдус, що вже сім років не вживав наркотиків і алкоголю, зривається вслід за своєю дружиною попспівачкою Джеккі Ку (Jackie Q), від якої Сноу має сина Неаполя. Тоді дружина кидає його й забирає сина.
Тим часом у Лос-Анжелесі мешкає Аарон Грін, великий фанат Алдуса Сноу, що мешкає разом із дівчиною Дафною, яка працює лікарем в інтернатурі. Грін працює на велику музичну компанію, що розшукує не розкручені таланти й заробляє на концертах. Замість того, щоб шукати нові таланти, Аарон пропонує голові компанії (Серджіо Рома) провести ювілейний концерт легендарного рок-співака Алдуса Сноу в Грецькому театрі Лос-Анжелесу. Таким чином, Серджіо відправляє Аарона в Лондон: той має доставити зірку спочатку до Нью-Йорка на телепередачу. Потім має відбутися концерт Сноу в Лос-Анжелесі. При цьому Алдус має відчувати себе зіркою.
У перший же день Аарон розуміє, що свою роботу йому буде виконати складно: спочатку Алдус докоряє Ааронові за те, що концерт перенесли на ближчий термін, потім він відмовляється вирушати до аеропорту, натомість проводить вечір у барах, розпиваючи алкогольні напої в компанії дівчат. Аарон мусить слідувати за ним.
Наступного дня вони вирушають до Нью-Йорка й встигають на телепередачу. Алдус хоче заспівати пісню «Дитя Африки». Проте в останній момент виявляється, що він не знає слів. Аарон питає в усіх оточуючих, та не встигає знайти текст Алдусові. Співак змінює плани й співає іншу пісню.
Аарон дізнався, що батько Алдуса працює в Лас-Вегасі, проте в нього з сином не надто теплі відносини. Він пропонує йому покращити стосунки з батьком. Алдус погоджується і замість Лос-Анжелеса вирушає до батька. Там він дає спробувати Ааронові палити суміш з наркотичних речовин. Ааронові стає погано: йому здається, що його серце зараз зупиниться. Алдус рятує його, вколовши адреналіну. Виявляється, що бос Аарона Серджіо знаходиться в тому ж казино, де проводять час Алдус із батьком. Він марно намагається наздогнати свого підлеглого й рок-зірку.
Аарон розуміє, що батько просто використовує Алдуса. Тому пропонує йому порозумітися зі своєю минулою дружиною Джеккі Ку — адже Алдус постійно думає про неї. Прибувши до Лос-Анжелеса, Алдус прямує до жінки. Вона відмовляється поновлювати їхні стосунки: їй не подобається те, що чоловік вживає наркотики й алкоголь. Коли Алдус обіцяє покинути це, Джеккі додає, що сповідує каббалу. Після цього вона зізнається, що Неаполь — не Алдусів син.

Після цієї розмови Алдус вирушає до Аарона, що намагається помиритися зі своєю дівчиною Дафною (спочатку вони не порозумілися щодо переїзду Дафни в інше місто, а потім дівчина почула по телефону, що Аарон проводить час у компанії інших жінок). Алдус переконує їх, що людина може бути розкутою у своїх вчинках і життєвих пріоритетах, також додаючи, що людина не створена для моногамії. Почувши це, Дафна пропонує їм переспати утрьох. Та потім Дафна й Аарон переконуються, що їм це не потрібно. Вони миряться.
Раніше Алдус зізнався Ааронові, що кокаїн потрібен йому для того, щоб не думати про свої проблеми. Також він говорить, що дуже самотній. Ввечері Алдус вирішує покінчити життя самогубством, стрибнувши з даху будинку. Аарон поспішає переконати Алдуса не робити цього. Рок-зірка падає в басейн й ламає руку. Аарон хоче його їхати до лікарні, та Алдус вимагає, щоб концерт відбувся, адже він хоче зробити щось не тільки для себе, а й для інших, а в Грецькому театрі на нього чекають тисячі людей.
У фіналі фільму глядач дізнається, що Аарон звільнився від Серджіо після того, як той вимагав, щоб Алдус співав із поламаною рукою. Він став продюсером Алдуса, що покинув вживання наркотиків і записав новий хіт «Хутрові стіни».

## У ролях
- Джона Гілл — Аарон Грін;
- Рассел Бренд — Алдус Сноу;
- Елізабет Мосс — Дафна Бінкс, дівчина Аарона;
- Роуз Бірн — Джеккі Ку;
- Шон Комбз — Серджіо Рома;
- Колм Міні — Джонатан Сноу, батько Алдуса;
- Азіз Ансарі — Метті, співпрацівник Аарона;
- Нік Кролл — Кевін, співпрацівник Аарона;
- Еллі Кемпер — співпрацівниця Аарона;
- Джейк Джонсон — співпрацівник Аарона;
- Ті Джей Міллер — Брайан;
- Ліно Фасіоль — Нейплз;
- Крістен Шаал — асистентка з виробництва «Тудей-шоу»;

### камео
- Том Фелтон
- Крістіна Агілера
- Ларс Ульріх
- Pink
- Пол Круґман
- Ді Снайдер
- Фаррелл Вільямс
- Крістен Белл

## Кінокритика
На сайті Rotten Tomatoes кінофільм отримав рейтинг у 73 % (129 схвальних відгуків і 48 несхвальних).
На сайті Metacritic рейтинг фільму становив 65.